# کوریکی کیوناگا
کوریکی کیوناگا (انگلیسی: Kōriki Kiyonaga؛ ۱۵۳۰ – ۱۲ مارس ۱۶۰۸) یک سیاست‌مدار اهل ژاپن بود.